# Enter the Chicken
Enter The Chicken est un album créé par Buckethead sorti en 2005, et auquel de nombreux artistes ont participé.

## Liste des titres
| 1.          | Intro                                                    | Buckethead, Dan Monti                                     | 0:15 |
| 2.          | We Are One (featuring Serj Tankian)                      | Buckethead, Monti, Serj Tankian                           | 4:01 |
| 3.          | Botnus (featuring Efrem Schulz)                          | Buckethead, Monti, Efrem Schulz                           | 3:24 |
| 4.          | Three Fingers (featuring Saul Williams)                  | Buckethead, Monti, Saul Williams                          | 2:58 |
| 5.          | Running from the Light (featuring Gigi and Maura Davis)  | Buckethead, Monti, Ejigayehu 'Gigi' Shibabaw, Maura Davis | 4:42 |
| 6.          | Coma (featuring Azam Ali and Serj Tankian)               | Buckethead, Monti, Azam Ali, Tankian                      | 5:38 |
| 7.          | Waiting Hare (featuring Shana Halligan and Serj Tankian) | Buckethead, Monti, Tankian                                | 5:43 |
| 8.          | Interlude (performed by Donald Conviser)                 | Buckethead, Monti                                         | 0:18 |
| 9.          | Funbus (featuring Dirk Rogers and Keith Aazami)          | Buckethead, Monti, Dirk Rogers, Keith Aazami              | 3:25 |
| 10.         | The Hand (featuring Maximum Bob and Ani Maldjian)        | Buckethead, Monti, Maximum Bob, Ani Maldjian              | 4:24 |
| 11.         | Nottingham Lace                                          | Buckethead, Monti                                         | 6:33 |
| 12.         | Shen Chi (2008 reissue track)                            | Buckethead, Monti                                         | 2:47 |
| 41:24/44:11 |                                                          |                                                           |      |

Line Up :
- Buckethead (guitar)
- Serj Tankian (production, vocals, a&r coordi)
- Efrem Schulz (vocals)
- Saul Williams (vocals)
- Ejigayehu Shibabaw (vocals)
- Maura Davis (vocals)
- Azam Ali (vocals)
- Maximum Bob (vocals)
- Ani Maldjian (vocals)
- Shana Halligan (vocals)
- Donald Conviser (vocals)
- Dirk Rogers (vocals)
- Keith Aazami Vocals)